# Handelshogeschool Aarhus
Handelshogeschool Aarhus (Deens: Erhvervsakademi Aarhus, afkorting: EAAA) is een Deense hogeronderwijsinstelling in de Midden-Jutlandse stad Aarhus. De EAAA biedt vol- en deeltijdopleidingen aan in het hoger beroepsonderwijs en is opgericht in 2009. Er studeren ongeveer 4000 voltijdstudenten (waarvan 800 internationale studenten), 3500 deeltijdstudenten en er zijn 325 medewerkers.
De huidige rector is Christian Mathiasen.

## Opleidingen

### Associate degree-opleidingen
- Agrarisch technicus
- Automatiseringstechnologie
- Automonteur
- Bedrijfseconomie
- Bouwcoördinator
- Bouwkunde
- Economie
- Financial controller
- IT
- Laborant
- Marketingseconomie
- Milieutechnologie
- Multimedia design
- Softwareontwikkelaar

### Hbo-opleidingen
- Agrarisch technicus
- Bouwexpert
- E-conceptontwikkeling
- Economie
- Economie en informatietechnologie
- Innovatie en entrepreneurship
- Internationale handel en marketing
- Laboratorium-, voedingswaren-, en procestechnologie
- Productontwikkeling en technische integratie
- Softwareontwikkelaar
- Webontwikkelaar